# Begonia engleri
Espèce
Synonymes
- Begonia engleri var. nuda Irmsch.[1]

Begonia engleri est une espèce de plantes de la famille des Begoniaceae. Ce bégonia est originaire de Tanzanie. L'espèce fait partie de la section Rostrobegonia. Elle a été décrite en 1905 par Ernest Friedrich Gilg (1867-1933). L'épithète spécifique engleri signifie « de Engler », en hommage au botaniste allemand Adolf Engler (1844-1930) qui a récolté en 1902 le spécimen type en Tanzanie.

## Répartition géographique
Cette espèce est originaire du pays suivant : Tanzanie.

## Liste des variétés
Selon Tropicos (6 février 2017) (Attention liste brute contenant possiblement des synonymes) :
- variété Begonia engleri var. engleri
- variété Begonia engleri var. nuda Irmsch.